# Moutiers (Eure-et-Loir)
Moutiers (zur Unterscheidung auch Moutiers-en-Beauce genannt) ist eine französische Gemeinde mit 243 Einwohnern (Stand: 1. Januar 2022) im Département Eure-et-Loir in der Region Centre-Val de Loire. Sie gehört zum Arrondissement Chartres und ist Mitglied im Gemeindeverband Communauté de communes Cœur de Beauce. Die Einwohner werden Moustériens und Moustériennes genannt.
Die Gemeinde erhielt 2024 die Auszeichnung „Vier Blumen“, die vom Conseil national des villes et villages fleuris (CNVVF) im Rahmen des jährlichen Wettbewerbs der blumengeschmückten Städte und Dörfer verliehen wird.

## Geographie
Moutiers liegt etwa 25 Kilometer südöstlich von Chartres. Umgeben wird Moutiers von den Nachbargemeinden Réclainville im Norden und Nordwesten, Louville-la-Chenard im Norden und Nordosten, Levesville-la-Chenard im Osten, Fresnay-l’Évêque im Südosten, Ymonville im Süden, Prasville im Westen und Südwesten sowie Beauvilliers im Westen.

## Bevölkerungsentwicklung
| Jahr                       | 1962 | 1968 | 1975 | 1982 | 1990 | 1999 | 2006 | 2013 | 2020 |
| -------------------------- | ---- | ---- | ---- | ---- | ---- | ---- | ---- | ---- | ---- |
| Einwohner                  | 269  | 237  | 207  | 203  | 205  | 218  | 233  | 258  | 238  |
| Quellen: Cassini und INSEE |      |      |      |      |      |      |      |      |      |

## Sehenswürdigkeiten
- Kirche Saint-Jean-Baptiste

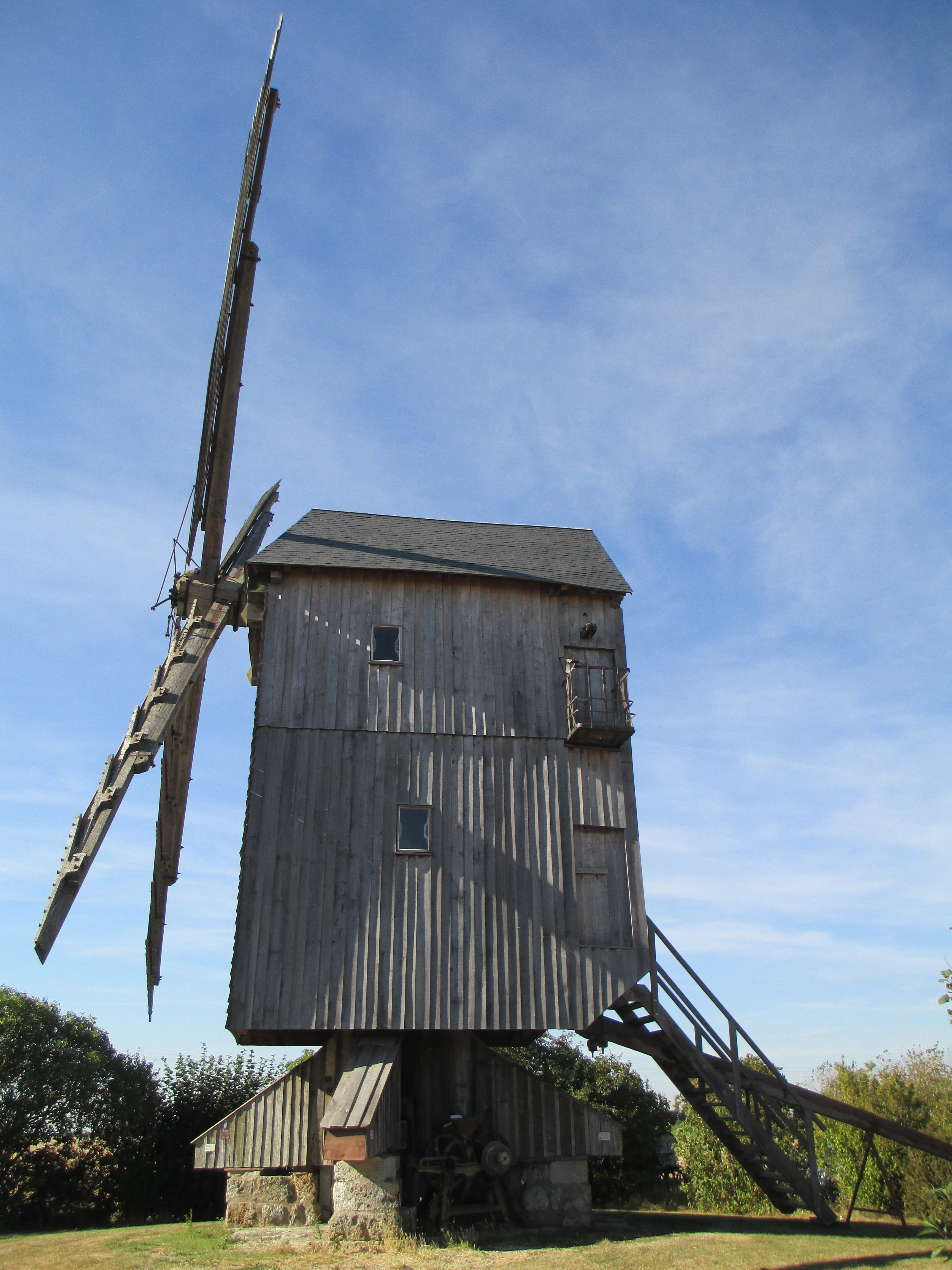
Windmühle Le Chesnay

- Windmühle Le Chesnay im Weiler Le Jeu de Paume, errichtet 1770, seit 1988 als Monument historique klassifiziert